# 안데르스 노르드스트롬
안데르스 노르드스트롬(스웨덴어: Anders Nordström, 1960년 3월 9일 ~ )은 스웨덴의 의사로, WHO의 제6대 사무총장 권한대행를 역임하였다.

## 생애
카롤린스카 의과대학에서 공부한 후 적십자와 스웨덴 국제개발협력청, 글로벌 펀드에서 근무하였다. 2003년 WHO으로 이직하여 총무담당 사무차장을 역임하였다. 2006년 5월 전임 이종욱 세계보건기구 사무총장이 사망함에 따라 사무총장 권한대행를 맡게 되었다. 이후 WHO에서 나와 스웨덴 국제개발협력청에서 기관장으로 근무하였다. 2015년 WHO로 복귀하여 시에라리온 대표직을 수행하였다.

## 같이 보기
- 국제보건